# Церковь Святого Георгия (Изра)
Церковь святого Георгия (араб. كنيسة القديس مارجرجس‎) — православная церковь в сирийском городе Изра. Одна из старейших в стране.

## Описание
Храм в память Георгия Победоносца, который, по преданиям, был убит в этих краях, воздвигнут в 515 году на месте языческого святилища.
Прямоугольное в плане здание церкви построено из тёсаного базальта. На восточном фасаде — выступающая трехгранная апсида. В центре плоской крыши на октогональном барабане стоит яйцевидный купол. На гранях барабана, возможно, впервые в истории появились арочные окна — приём, получивший развитие в соборе Святой Софии в Константинополе. На крыше видны остатки бортика, сооружённого там во время одной из войн. На северном, западном и южном фасадах находятся три однотипных входа с резными крестами на притолоке и возвышенной круглой аркой-окном над дверью. На притолоке главного, западного входа вокруг крестов добавлены виноградные гроздья, и по всей свободной поверхности грубо вырезан текст на греческом языке:

Место демонов стало домом Господа. Свет спасения освещает место, что было скрыто тьмой. Идолопоклоннические жертвоприношения сменились хорами ангелов. На месте оргий воспевались хвалы Богу. Человек, любящий Христа, знатный Иоанн, сын Диомеда, принёс жертву из своих средств — этот великолепный памятник, в который он принёс драгоценные мощи святого мученика Георгия Победоносца, святого, явившегося ему не во сне, а наяву. В девятый индиктион, в год 410.
Внутренняя часть здания является октогоном с экседрами в гранях, соответствующих углам здания. Восточная грань переходит в виму и полукруглую внутри апсиду. В центре октогона стоят восемь столбов с арочными перекрытиями, поддерживающих барабан. Стена и столбы создают деамбулаторий, крытый базальтовыми плитами. Последний ряд кладки барабана состоит из плит, создающих у 8-гранника 16-гранное завершение, на которую установлен купол. Де Вогюэ в своей книге сообщает и приводит иллюстрацию того, что был ещё один ряд, создающий 32-гранник, но сейчас этого не наблюдается. План церкви близко напоминает планы несохранившихся церквей рубежа IV—V веков в Филиппах и на горе Гризим.
Оригинальный купол, который, вероятно, был каменный, утрачен в результате землетрясения 1893 года и заменен деревянным на деньги, выделенные николаевским правительством. На открытии церкви в 1911 году присутствовали представители Русской православной церкви, Российского и Османского правительств. В ходе последнего ремонта купол был обновлён и покрыт жестью.

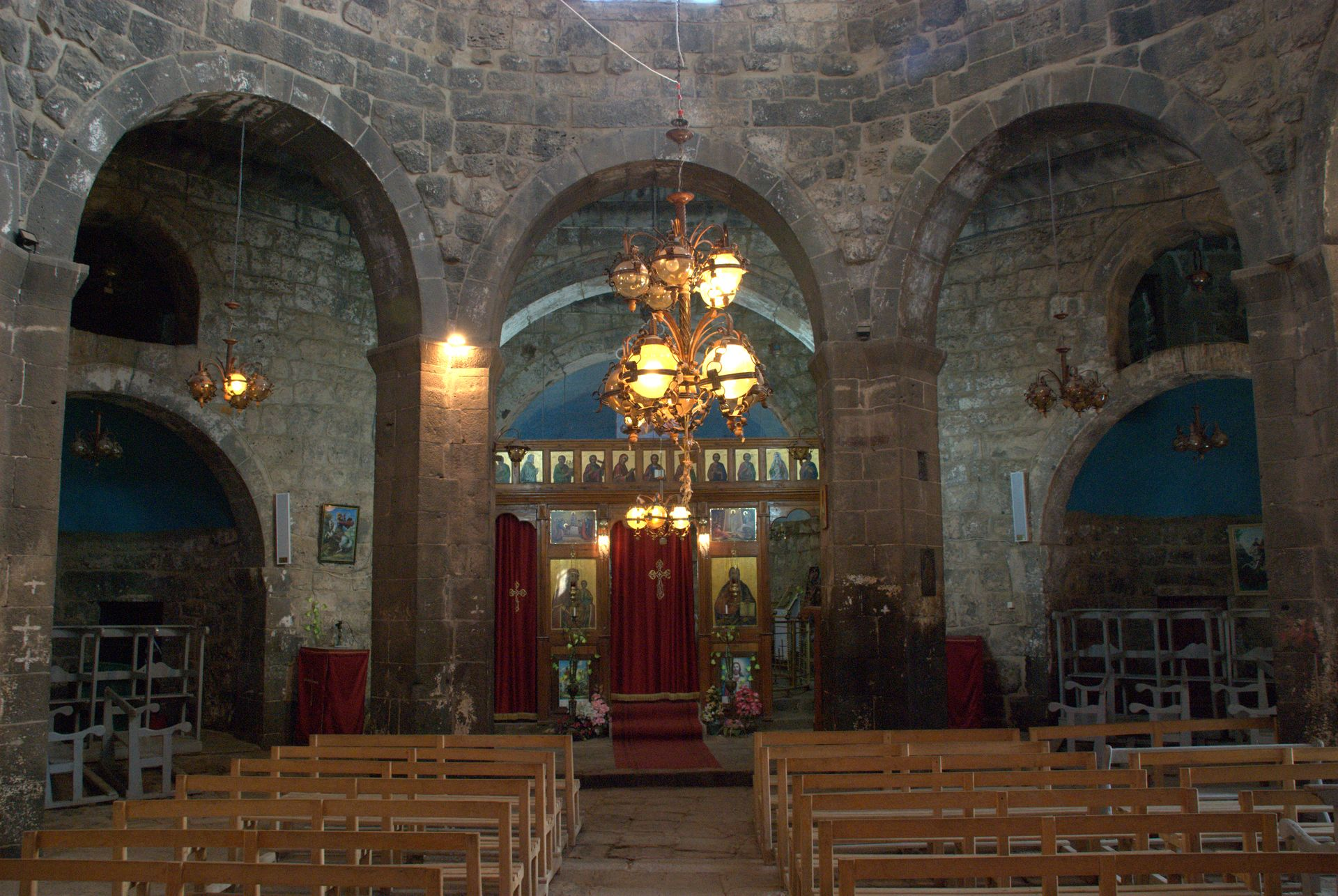
Вид из центра церкви на восточную часть
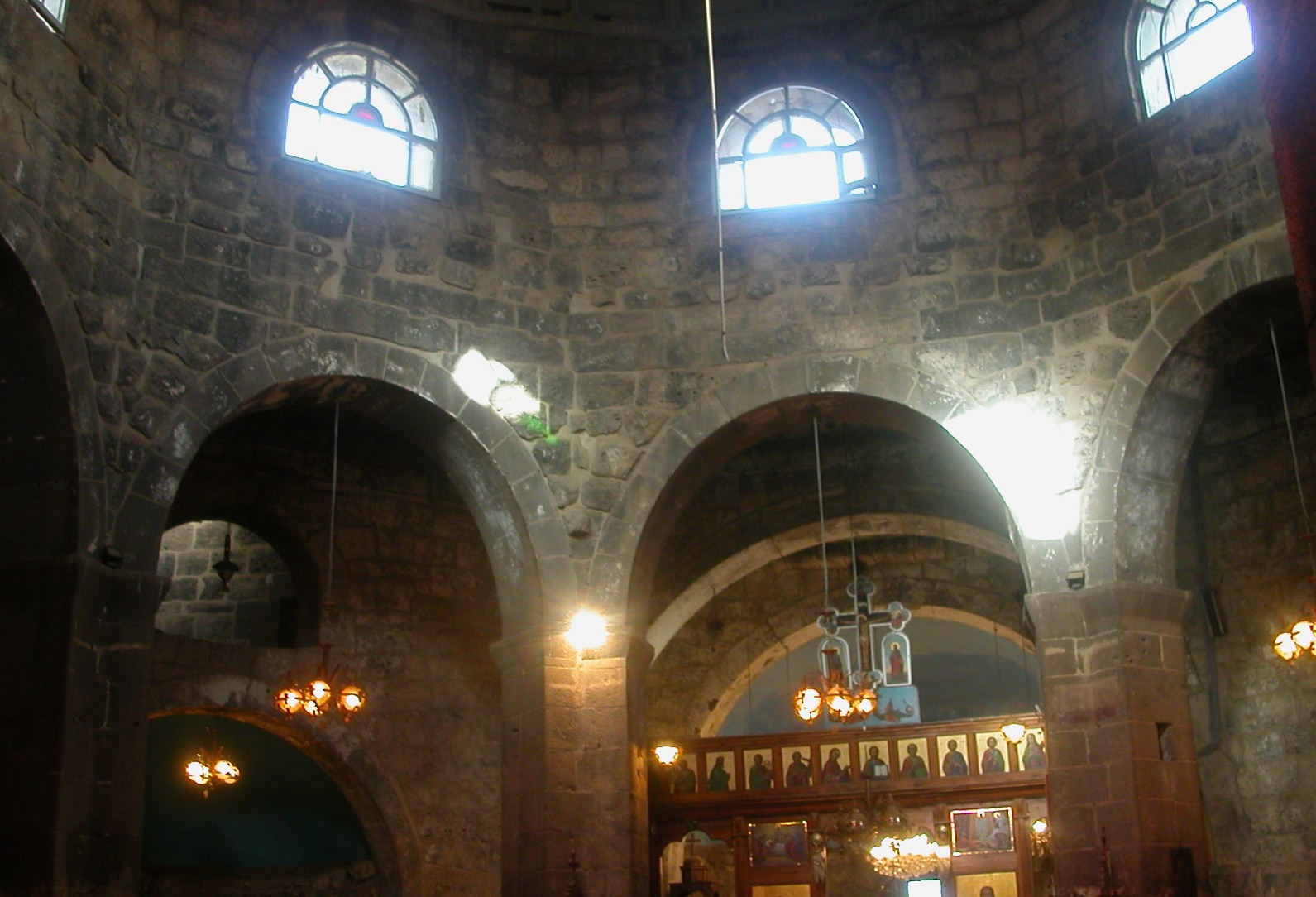
Верхняя часть с барабаном и окнами
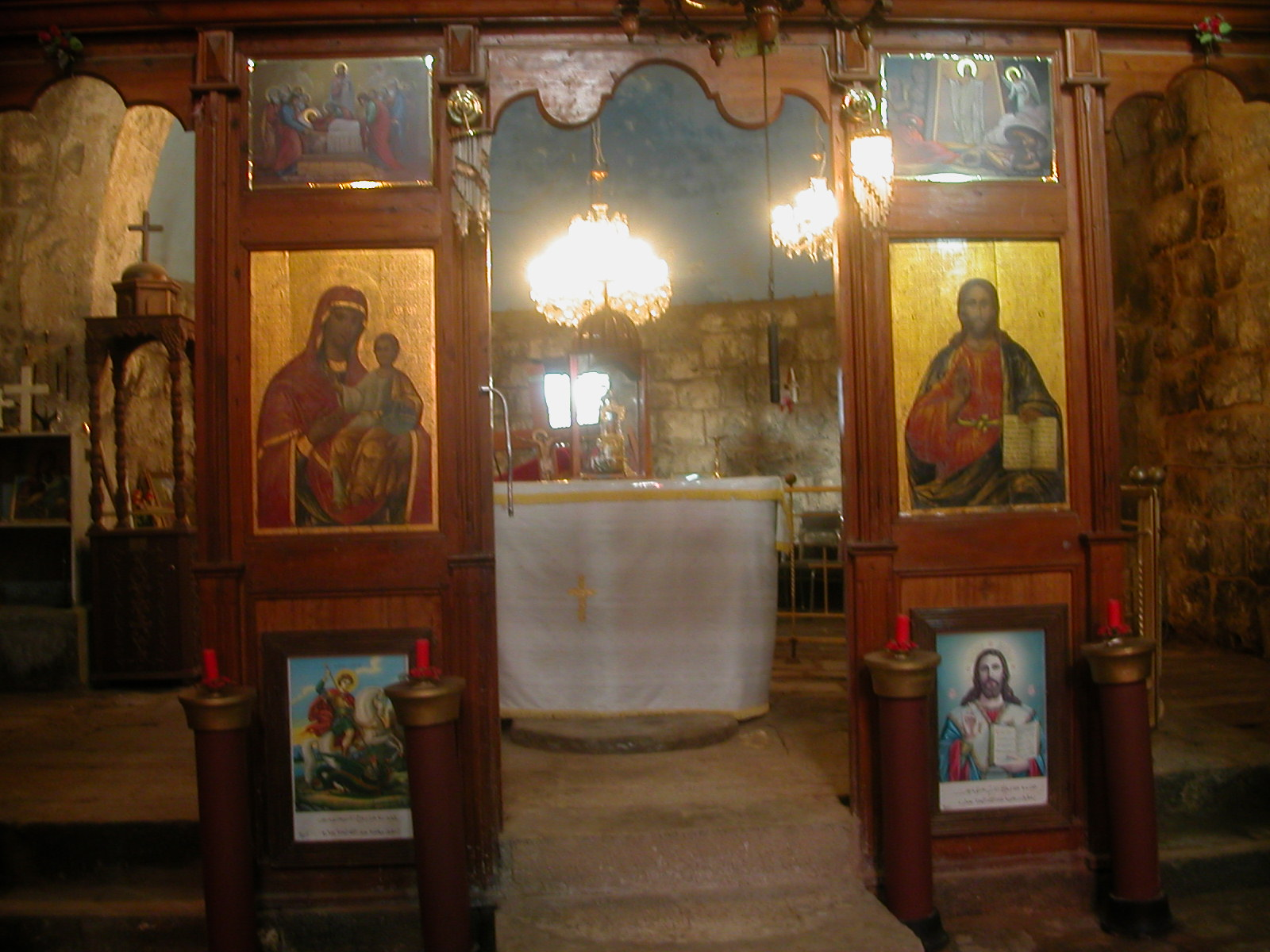
Алтарь